# Algiers
|  | for den algierske by, se Algier. |
Algiers (da. Algier) er en amerikansk dramafilm fra 1938 instrueret af John Cromwell og stjernespækket med skuespillere som; Charles Boyer, Sigrid Gurie og Hedy Lamarr. Filmen, der er skrevet af John Howard Lawson, handler om en berygtet fransk juveltyv gemmer sig i den labyrintiske bydel i Algier kendt som Kasbahen. Følelsen af fængsel i sit selvvalgte eksil og dét at han bliver trukket ud af sit skjul af en smuk fransk turist, minder ham om lykkeligere tider i Paris. Walter Wanger produktionen var en genindspilning af den succesfulde franske film fra 1937 Pépé le Moko, som afleder sit plot fra en Henri La Barthe roman af samme navn.
Algiers var en sensation, fordi det var den første Hollywood-film med Hedy Lamarr, hvis "fantastiske skønhed" blev den vigtigste feature til filmpublikum. Filmen er bemærkelsesværdig som en af inspirationskilderne til manuskriptforfatterne til filmen Casablanca i 1942 skrevet af Warner Bros, med Hedy Lamarr i tankerne, som den oprindelige kvindelige hovedrolle. Ifølge TCM-kanalen, var Charles Boyers skildring af hovedpersonen, Pépé le Moko, en inspirationen til Warner Bros animerede figur, Pepé Le Pew. I 1966 indgik filmen i det offentlige domæne (i USA), fordi ophavsrettighedsindehaverne ikke havde fornyet sin ophavsretsregistrering i det 28. år efter udgivelsen. Brugen af navnet "Casablanca" til Casablanca-filmen, er angiveligt inspireret fra Algiers navn.

## Handling
Pépé le Moko (Boyer) er en berygtet tyv, der flygtede fra Frankrig efter sit sidste store kup til Algeriet. Siden hans flugt blev Moko en beboer og leder af det enorme Kasbah eller "indfødte kvarter" i Algier. Da franske embedsmænd ankommer og insistere på at Pépé skal fængsles bliver det mødt uanfægtet af de lokale detektiver, der er ledet af Inspector Slimane (Calleia), som ser tiden an. I mellemtiden, begynder Pépé at føle sig mere og mere fanget i sin fængsel-lignende højborg, en følelse som intensiveres efter et møde den smukke Gaby (Lamarr), som er på rejse fra Frankrig. Hans kærlighed til Gaby snart vækker jalousi hos Ines (Gurie), Pépés algeriske elskerinde.

## Medvirkende
- Charles Boyer - Pépé le Moko (hovedperson, og tyv)
- Sigrid Gurie - Ines (algeriske elskerinde)
- Hedy Lamarr - Gaby (Pépés kærlighed)
- Joseph Calleia - Inspector Slimane
- Alan Hale - Grandpere
- Gene Lockhart - Regis
- Walter Kingsford - Chef Inspector Louvain
- Paul Harvey - Commissioner Janvier
- Stanley Fields - Carlos
- Johnny Downs - Pierrot
- Charles D. Brown - Max
- Robert Greig - Giraux
- Leonid Kinskey - L'Arbi
- Joan Woodbury - Aicha
- Nina Koshetz - Tania

## Modtagelse
- Filmen tjente et overskud på 150.466$.[1]

## Priser
- Oscar for bedste mandlige hovedrolle (nominering) – Charles Boyer
- Oscar for bedste mandlige birolle (nominering) – Gene Lockhart
- Oscar for bedste scenografi (nominering) – Alexander Toluboff
- Oscar for bedste fotografering (nominering) – James Wong Howe

## Radio
Algiers blev også dramatiseret som et timelangt hørespil på to udsendelser af Lux Radio Theater; første udsendt 7. juli 1941 med Charles Boyer og Hedy Lamarr, det andet den 14. december 1942 med Boyer og Loretta Young.